# Années 370 av. J.-C.
Les années 370 av. J.-C. couvrent les années de 379 av. J.-C. à 370 av. J.-C.

## Événements
- Vers 380-370 av. J.-C. : 

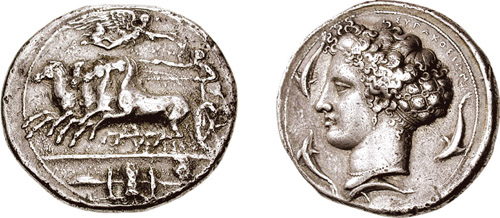
Décadrachme de Syracuse (vers 380 av. J.-C.), une des plus belles pièces du monnayage grec antique.

  - Monnaies : début de la frappe du tétradrachme d'argent de Clazomènes, au type d'Apollon[1].
  - Céramique grecque antique : Apollon et griffon, coupe attique à figures rouges, et Apothéose d'Héraclès cratère attique en cloche à figures rouges, exposés au Kunsthistorisches Museum de Vienne.

- 379-371 av. J.-C. : la Béotie se libère progressivement de l'occupation lacédémonienne ; reconstitution de la confédération béotienne[2].
- 378 av. J.-C. : 
  - reprise de la guerre entre Sparte et Athènes, qui s’allie à Thèbes[3].
  - la défense de Rome est améliorée par la restauration du mur servien[4].
- 377 av. J.-C. : Seconde confédération athénienne[5]. ⋅
- 377-375 av. J.-C. : guerre gréco-punique. Victoire de Denys l'Ancien sur les Carthaginois à Cabala dans l'ouest de la Sicile (377). Mais battu ensuite à Cronion (près de l'ancienne Himère) et en échec devant Lilybée en 376 il doit reconnaître aux Puniques le contrôle du tiers ouest de l'île[3].
- 376 av. J.-C. : victoire athénienne sur Sparte à la bataille de Naxos[6]. Athènes retrouve la maîtrise de la mer Égée.

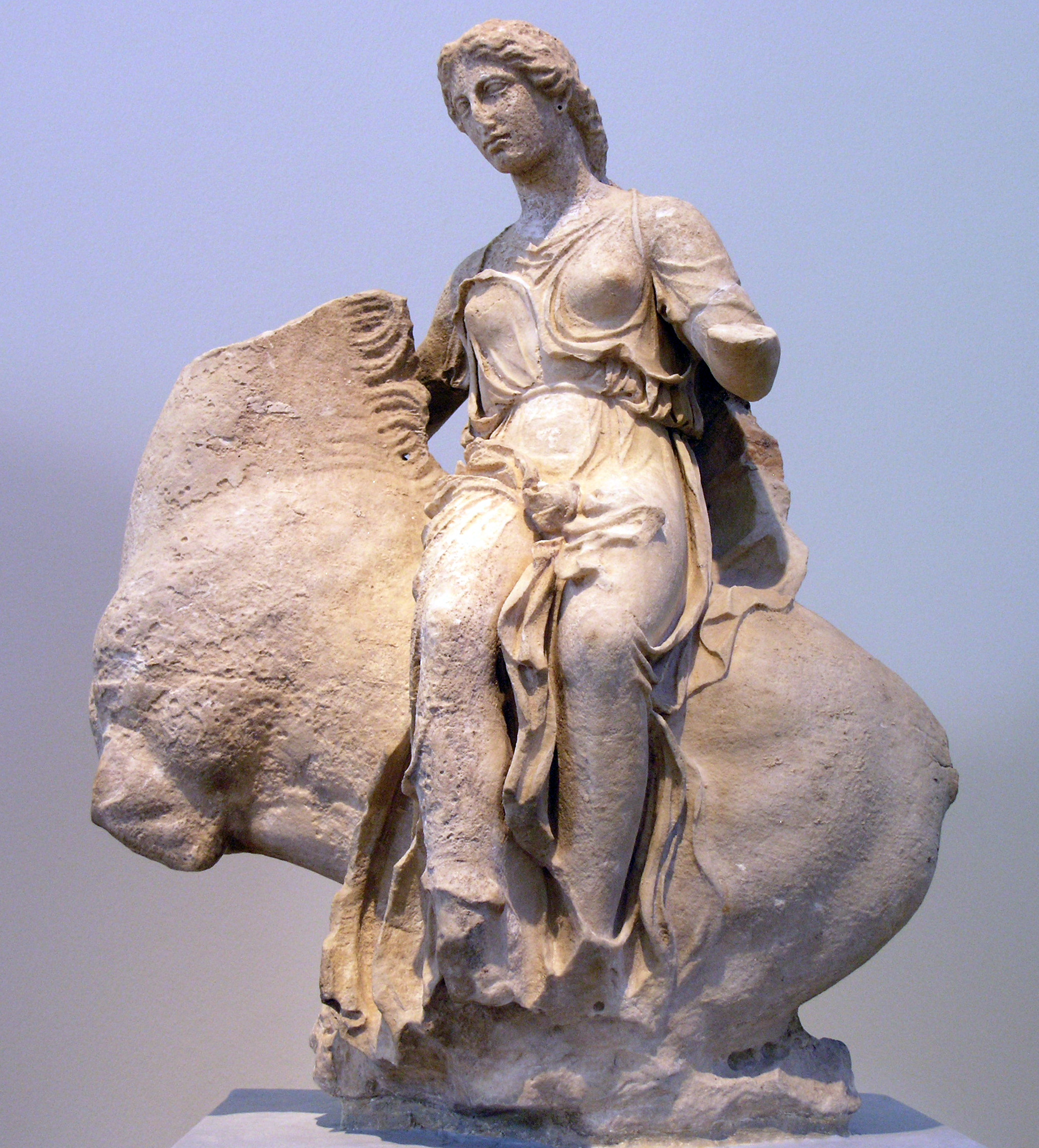
Acrotérion provenant du temple d'Asclépios à Épidaure et représentant une néréide sortant de la mer sur son cheval, exposé au Musée national archéologique d'Athènes.

- 375 av. J.-C. : paix entre Sparte et Athènes[7].
- 375-370 av. J.-C. : période d’anarchie de cinq ans à Rome[8].
- Vers 375 av. J.-C. : l’astronome babylonien Kidinnu (Cidenas) établit la durée de l’année solaire avec une erreur de 4 minutes et 32,65 secondes seulement[9].
- 375-335 av. J.-C. : activité du sculpteur Praxitèle[10].
- 374-371 av. J.-C. : reprise de la guerre entre Sparte et Athènes[7].
- 373 av. J.-C. : 
  - échec d’une tentative des Perses pour reprendre l’Égypte[11].
  - échec de sparte devant Corcyre[12].
- 371 av. J.-C. : bataille de Leuctres[7]. Début de l'hégémonie thébaine en Grèce (fin en 362 av. J.-C.).

## Personnages significatifs
- Caius Licinius Stolon
- Callistratos
- Chabrias
- Epaminondas
- Hippocrate
- Jason de Phères
- Mausole
- Nectanébo Ier
- Pélopidas
- Praxitèle
- Phryné
- Timothée